# Церквица (Кырджалийская область)
Церквица (болг. Църквица) — село в Болгарии. Находится в Кырджалийской области, входит в общину Джебел. Население составляет 75 человек.

## Политическая ситуация
В местном кметстве Церквица, в состав которого входит Церквица, должность кмета (старосты) исполняет Сейфи Саид Сюлейман (Движение за права и свободы (ДПС)) по результатам выборов правления кметства.
Кмет (мэр) общины Джебел — Бахри Реджеб Юмер (Движение за права и свободы (ДПС)) по результатам выборов в правление общины.